# Svein-Erik Edvartsen
Svein-Erik Edvartsen (Hamar, 21 mei 1979) is een Noors voormalig voetbalscheidsrechter. Hij is in dienst van FIFA en UEFA tussen 2007 en 2017. Ook leidde hij van 2004 tot 2017 wedstrijden in de Tippeligaen.
Op 18 oktober 2004 leidde Edvartsen zijn eerste wedstrijd in de Noorse nationale competitie. Tijdens het duel tussen Odd Grenland en Tromsø IL (3–1 voor de thuisclub) trok de leidsman viermaal de gele kaart. In Europees verband debuteerde hij op 2 augustus 2007 tijdens een wedstrijd tussen Sūduva Marijampolė en Dungannon Swifts in de voorronde van de UEFA Europa League; het eindigde in 4–0 en Edvartsen trok zesmaal een gele en eenmaal een rode kaart. Zijn eerste interland floot hij op 25 maart 2017, toen Bosnië en Herzegovina met 5–0 gelijkspeelde tegen Gibraltar door twee doelpunten van Vedad Ibišević en een van zowel Avdija Vršajević, Edin Višća en Ermin Bičakčić. Tijdens deze wedstrijd toonde Edvartsen aan de Bosniër Sead Kolašinac een gele kaart.

## Interlands
| Datum         | Plaats                        | Wedstrijd                         | Uitslag | Competitie           | Kreeg geel | Kreeg voor de tweede keer geel en dus rood | Weggestuurd |
| ------------- | ----------------------------- | --------------------------------- | ------- | -------------------- | ---------- | ------------------------------------------ | ----------- |
| 25 maart 2017 | Zenica, Bosnië en Herzegovina | Bosnië en Herzegovina – Gibraltar | 5 – 0   | WK 2018 kwalificatie | 3          | 0                                          | 0           |